# Gammarus desperatus
Gammarus desesperatus, comúnmente conocido como anfípodo de Noel, es una especie de pequeño crustáceo anfípodo perteneciente a la familia Gammaridae .
El anfípodo de Noel originalmente se encontraba en tres sitios en Nuevo México, pero desde entonces ha sido erradicado de dos de estos sitios. El anfípodo de Noel solo sobrevive dentro del Refugio Nacional de Vida Silvestre Bitter Lake . Está catalogado como en peligro crítico en la Lista Roja de la UICN, y como una especie en peligro de extinción bajo la Ley de Especies en Peligro de Extinción de los Estados Unidos. 

## Anatomía
Los anfípodos de Noel son pequeños invertebrados acuáticos de agua dulce. Los anfípodos de Noel son de color marrón verdoso, con ojos en forma de riñón y franjas rojas  recorriéndolo a lo largo de numerosos segmentos diferentes. cuentan con dos conjuntos de antenas  cubiertas de setas, que son estructuras parecidas a pelos que encontradas en muchos invertebrados. Se sabe, además que el anfípodo de Noel tiene de 5 a 7 espinas localizadas cerca de la cabeza. Los machos son algo más grandes que las hembras, con tamaños que van desde los 8,5 a los 14,8 milímetros.

## Ciclo vital
Los anfípodos de Noel completan un ciclo de vida completo en un año. Debido al corto periodo de vida de la especie, los individuos presentan un rango de crecimiento rápido y alcanzan la madurez sexual generalmente en dos meses. El periodo de reproducción va de febrero a octubre dependiendo de la temperatura del agua. Cuando un anfípodo macho y una hembra se juntan para aparearse, el macho captura a la hembra con sus gnatópodos y la protege hasta por siete días para defenderse de posibles machos rivales. Durante este período de protección de la pareja, la pareja continúa alimentándose y nadando hasta que la hembra muda . Poco después de la muda, la hembra pone los huevos en el saco de huevos y el macho los fecunda. La hembra incuba los huevos en su saco de huevos hasta que las crías eclosionan y después de unas pocas horas o días los libera. El anfípodo de Noel produce una cría de 15 a 50 anfípodos jóvenes.

## Ecología

### Dieta
Los anfípodos de Noel son omnívoros y se alimentan de algas, vegetación submarina y materia en descomposición. En ocasiones han sido vistos alimentándose de biopelículas que se forman en la vegetación acuática submarina; estas biopelículas consisten en algas, diatomeas, bacterias y hongos. Los alimentos microbianos asociados con perifiton o plantas acuáticas, como algas y bacterias, son esenciales para los anfípodos juveniles.

### Comportamiento
Los anfípodos de Noel exhiben un período de protección de la pareja en el que el macho es territorial sobre la hembra y protege a su pareja de otros machos que compiten por la capacidad de fertilizar los huevos de la hembra. Esta especie es mayormente nocturna debido a su sensibilidad a la luz, y es principalmente activa solo durante la noche.

### Hábitat
Los anfípodos requieren aguas limpias, poco profundas, frescas, de flujo permanente, bien oxigenadas de arroyos, estanques, fosas, pantanos y manantiales. Aunado a esto, esta especie es muy sensible a los cambios de pH en el agua y también requiere altos niveles de calcio para sobrevivir. Estos anfípodos a menudo son encontrados debajo de las piedras y entre la vegetación acuática submarina. Son extremadamente sensibles a la contaminación del agua y no toleran la desecación del hábitat, el agua estancada o la sedimentación. En resumen, esta especie es muy sensible a la degradación del hábitat .

### Distribución
El anfípodo de Noel se encontraba anteriormente en tres sitios en Nuevo México, pero desde entonces ha sido erradicado de dos de estos sitios. El anfípodo de Noel solo sobrevive dentro del Refugio Nacional de Vida Silvestre Bitter Lake en el Complejo de Humedales Sago Spring, Bitter Creek, y a lo largo del límite occidental de la Unidad 6.

## Conservación

### Densidad de la población
En el pasado, las poblaciones de anfípodos eran capaces de alcanzar densidades extremadamente altas, superando ocasionalmente los 10 000 por metro cuadrado. En 1954, el anfípodo de Noel fue catalogado como la población más grande de macroinvertebrados en Lander Springbrook, con densidades que oscilan entre 2338 y 10 416 por metro cuadrado. En 1995 y 1996, en el Refugio Nacional de Vida Silvestre Bitter Lake, la densidad de población de anfípodos de Noel varió de 64 por metro cuadrado a 8768 por metro cuadrado en Bitter Creek y de 20 a 575 por metro cuadrado en Sago Spring Wetland Complex. En 1999, la densidad de población del anfípodo de Noel en la Unidad 6 del Refugio Nacional de Vida Silvestre Bitter Lake era de 344 por metro cuadrado.

### Principales amenazas
Una amenaza clave para el anfípodo de Noel es la disminución de la cantidad de agua en el área debido al bombeo de agua subterránea y la sequía . La contaminación del agua también afecta a estos anfípodos. Las amenazas secundarias para estos organismos incluyen mecanismos regulatorios existentes inadecuados, área de distribución localizada, movilidad limitada, fragmentación del hábitat y cambio climático.

### Distribución geográfica pasada y actual
El anfípodo de Noel se encontraba originalmente en tres manantiales cerca de la cuenca de Roswell en Nuevo México, pero ambas poblaciones fuera del Refugio Nacional de Vida Silvestre Bitter Lake desaparecieron antes de 1988 debido al agotamiento de las aguas subterráneas y la canalización de los manantiales. Un incendio en 2002 erradicó su población dentro del refugio al eliminar la cubierta vegetal que los protegía de la luz solar y depositar cenizas y escombros en su hábitat de agua dulce. Actualmente se asume que solo se encuentran dentro del Refugio Nacional de Vida Silvestre Bitter Lake.

### Fecha indicada
El anfípodo de Noel se enlistó en la Ley de especies en peligro de extinción el 9 de agosto de 2005, debido a su reducida población que parece existir solo en el Refugio Nacional de Vida Silvestre Bitter Lake en Nuevo México.

### Revisión de cinco años
En 2020, una revisión de cinco años se realizó a cuatro especies amenazadas en el Refugio Nacional de Vida Silvestre Bitter Lake, incluido el anfípodo de Noel. En 2010, la revisión inicial de 5 años de estas especies se completó y  finalizó la designación de Hábitat Crítico en junio de 2011. La designación de hábitat crítico se logró en junio de 2011. En la designación de hábitat crítico, 70.2 acres fueron otorgadas al anfípodo de Noel. El Plan de recuperación final para estas cuatro especies de invertebrados finalizó en octubre de 2019 y hace referencia a la revisión de cinco años. En esta revisión de cinco años, se enlistaron cuatro objetivos. El primer objetivo consiste en mantener la supervivencia a largo plazo de cada especie, el segundo es proteger la cantidad de agua, el tercero consiste en proteger la calidad del agua y, finalmente, el cuarto objetivo es proteger y restaurar su hábitat. No hubo cambios en la información biológica, las amenazas o la lista con respecto a la revisión previa de 5 años, debido a la poca investigación realizada acerca el crustáceo existente. Sin embargo, el plan de 5 años enfatiza la importancia de seguir el plan de recuperación que se estableció en 2019.

## Plan de recuperación
La estrategia del plan de recuperación consiste en preservar, restaurar y manejar el hábitat acuático del anfípodo de Noel para apoyar a las poblaciones resistentes de estas especies. El plan de recuperación se propone mantener y proteger la densidad de población asegurando una adecuada cantidad y calidad de agua y protegiendo la tierra de su hábitat. Este enfoque también incluye el control de especies invasoras .
Es importante colaborar con los socios  conservacionistas para lograr los objetivos enlistados en la revisión de cinco años que, además, proveen de suficiente agua a las comunidades. Esto se logra a través de la participación de la comunidad y la promoción de la importancia del Refugio Nacional de Vida Silvestre Bitter Lake y su biodiversidad .
La recuperación de esta especie requiere que mantengamos y protejamos los anfípodos de Noel y sus hábitats para permitirle a la especie estabilizarse y así retirarla de la lista de especies amenazadas. Esto es alcanzable y sucederá si se cumple esta lista de necesidades. Primero, asegurar la supervivencia a largo plazo de la especie con el número, tamaño y distribución adecuados. Segundo, preservar la cantidad y calidad del agua. Tercero, reducir las amenazas a la especie y su ecosistema para que los anfípodos de Noel puedan restablecer una densidad de población estable.
También sería beneficioso realizar más investigaciones para comprender mejor los patrones de sus especies, la diversidad genética y luego poder identificar nuevos sitios para la introducción de especies. Es indispensable para la conservación de esta especie desarrollar estrategias de manejo a largo plazo y programas educativos para ayudar a proteger el anfípodo de Noel. Al enseñar a comunidades vecinas acerca de las necesidades y la importancia de su hábitat, aumentamos nuestra capacidad para protegerlos.